# Vuelo 440 de Indian Airlines
El vuelo 440 de Indian Airlines fue un vuelo ocurrido el 31 de mayo de 1973 que se estrelló durante la aproximación al Aeropuerto Internacional Palam (actual Aeropuerto Internacional Indira Gandhi), causando la muerte de 48 de las 65 personas a bordo entre pasajeros y tripulantes.

## Aeronave
La aeronave accidentada era un Boeing 737-2A8, que al momento del accidente tenía 2 años y 2 meses de antigüedad. El avión fue ensamblado en la planta de Boeing en Renton, Washington y realizó su primer vuelo el 26 de marzo de 1971, antes de ser entregado como nuevo a Indian Airlines en abril del mismo año. La aeronave tenía el número de serie 20486 y fue el Boeing 737 número 279 producido en serie. Fue registrada con la matrícula VT-EAM y recibió el nombre de Saranga. El avión de fuselaje estrecho bimotor estaba equipado con dos motores Pratt & Whitney JT8D-9A.A bordo se encontraban 58 pasajeros y 7 miembros de la tripulación.

## Accidente
El vuelo 440 era un vuelo doméstico regular de pasajeros desde Madrás (ahora Chennai), Tamil Nadu, hacia Nueva Delhi. Se utilizó un Boeing 737 llamado Saranga para el trayecto. Durante la aproximación al Aeropuerto Internacional Palam, en medio de una tormenta de polvo y lluvia intensa, la aeronave impactó cables de alta tensión durante una aproximación NDB con visibilidad por debajo del mínimo permitido. El avión se estrelló y se incendió. 48 de las 65 personas a bordo fallecieron en el accidente. Según los equipos de rescate, los sobrevivientes se encontraban en la parte delantera del avión, aunque un sobreviviente reportó estar sentado en la última fila.
Entre los sobrevivientes había tres estadounidenses y dos japoneses. Entre los fallecidos había cuatro estadounidenses, tres británicos y una mujer de Yemen. Sobrevivientes destacados incluyen a Bhan Singh Bhaura, miembro del Parlamento, y V. K. Madhavan Kutty, destacado periodista y escritor. Entre los fallecidos se encontraban el ministro indio de Minas de Hierro y Acero, Mohan Kumaramangalam; el miembro del Parlamento, Lok Sabha y político del Partido Comunista de la India K. Baladhandayutham; la ex miembro del Parlamento, Rajya Sabha y política del Congreso Nacional Indio Devaki Gopidas; y el empresario indio Raghunatha Reddy Kakani.

## Causa
Los investigadores determinaron que el accidente del vuelo 440 de Indian Airlines fue causado por la decisión de la tripulación de descender por debajo de la altura mínima de decisión.